# روبرت بورتر
روبرت بورتر (بالإنجليزية: Robert Porter)‏ هو قاضي وسياسي بريطاني (وحمل سابقاً جنسية المملكة المتحدة لبريطانيا العظمى وأيرلندا)، ولد في 23 ديسمبر 1923، وتوفي في 27 مايو 2014 ببلفاست في المملكة المتحدة. حزبياً، نشط في حزب ألستر الوحدوي. وقد انتخب عضو برلمان أيرلندا الشمالية.